# Shane O'Neill
Shane Edward O'Neill (Midleton, 2 settembre 1993) è un calciatore irlandese naturalizzato statunitense, difensore del Radnički Kragujevac.

## Carriera

### Club
Il 22 dicembre 2021, dopo essere rimasto svincolato, firma un contratto biennale con il Toronto FC.

### Nazionale
Ha giocato nelle nazionali giovanili statunitensi Under-20 ed Under-23.